# Ирский, Григорий Лазаревич
Григорий Лазаревич Ирский (26 октября 1909, Ростов-на-Дону — 24 июля 1982, Москва) — советский учёный, работавший в области оптики и светотехники кинопроекции.

## Биография
В 1932—1934 годах — главный инженер киносети Ленинграда. В 1936—1939 годах — директор Научно-исследовательского института киностроительства. Ответственный редактор журнала «Киномеханик».
В 1939—1949 годах — начальник Технического управления Комитета по делам кинематографии при СНК СССР (с 1946 года — Министерства кинематографии СССР).
В первые годы Великой Отечественной войны находился в США.
Член редакционного совета Госкиноиздата (1948)
В 1949 году был арестован, в дальнейшем освобождён.
С 1954 года — руководитель светотехнической лаборатории Всесоюзного научно-исследовательского кинофотоинститута.
Кандидат технических наук.
Награждён орденами Трудового Красного Знамени (1948), «Знак Почёта» (1940), золотой медалью ВДНХ СССР.

## Семья
Жена — Нина Ирская; две дочери.
Дочь — Ирина Григорьевна Ирская (род. 1944), библиограф, переводчик художественной прозы с английского языка.